# توماس فارابيغولي
توماس فارابيغولي (بالإيطالية: Tommaso Farabegoli)‏ (مواليد 26 مارس 1999) هو لاعب كرة قدم إيطالي يلعب كمدافع لنادي فيرالبيسالو، على سبيل الإعارة من نادي سامبدوريا.